# Sisterhood Is Forever
Sisterhood Is Forever: The Women's Anthology for a New Millennium es una antología de escritos feministas de 2003 recopilada por Robin Morgan. Cuenta con más de cincuenta mujeres que contribuyen con sesenta ensayos originales escritos específicamente para ello. Se trata de la antología que sigue a Sisterhood Is Global: The International Women's Movement Anthology (1984), que a su vez es la continuación de Sisterhood Is Powerful: An Anthology of Writings from the Women's Liberation Movement (1970).

## Contenido
Sisterhood Is Forever muestra los objetivos y logros del feminismo hasta el año 2003. Los ensayos varían en tono desde el académico hasta el narrativo y brindan puntos de vista tanto conservadores como progresistas. Está centrado en el feminismo en los Estados Unidos. El libro, en la introducción de Morgan, aborda por qué el feminismo sigue siendo necesario en el siglo XXI, proporcionando estadísticas alarmantes sobre la situación de las mujeres en los Estados Unidos.

## Acogida y críticas
Sisterhood Is Forever fue considerada «multifacética y cautivadora» por Publishers Weekly. Según la crítica Kathy Davis, el toque de Robin Morgan se puede ver en todo el libro, mostrando un claro punto de vista a través de su elección de ensayos y sus notas a pie de página. Aunque algunos críticos consideraron que centrarse en Estados Unidos era «problemático», otros consideraron que tenía sentido, especialmente tras los atentados del 11 de septiembre de 2001.
En un desfile de la Semana de la Moda de París en 2019, la directora creativa de la firma Christian Dior, Maria Grazia Chiuri, lanzó una colección de camisetas que decían Sisterhood Is Powerful, Sisterhood Is Global y Sisterhood Is Forever, respectivamente. 